# 동아시아식생활학회
동아시아식생활학회는 동아시아 식생활에 관한 학술연구와 정보교환 및 지식의 보급과 회원 상호간의 친목 증진을 목적으로 2009년 9월 9일 설립된 대한민국 농림축산식품부 소관의 사단법인이다. 주사무소는 서울특별시 서초구 강남대로27길 7-9, 5층 (양재동, 우곡빌딩)에 위치하고 있다.

## 주요 사업
학술대회 개최, 학술지 발간, 관리자료와 정보소식의 교류, 세부전공별 세미나 개최, 동아시아지역 현지 답사하여 식생활 실태 조사 등